# 红色荧光蛋白

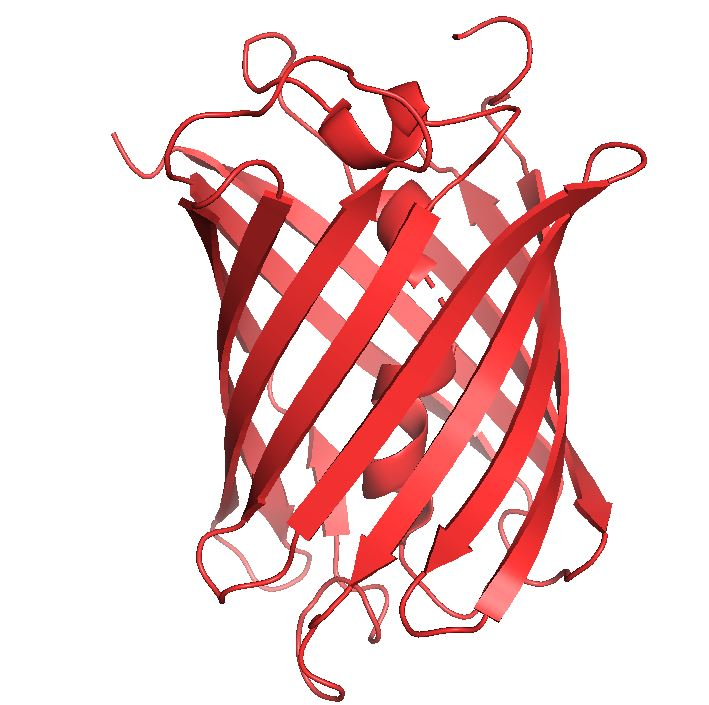
mCherry

红色荧光蛋白（缩写RFP）泛指所有能产生红色荧光的蛋白，有EqFP611、KFP1（可点燃荧光蛋白）、DsRed的变体等。狭义的红色荧光蛋白单指DsRed及其变体mCherry等。